# 스레브레니차

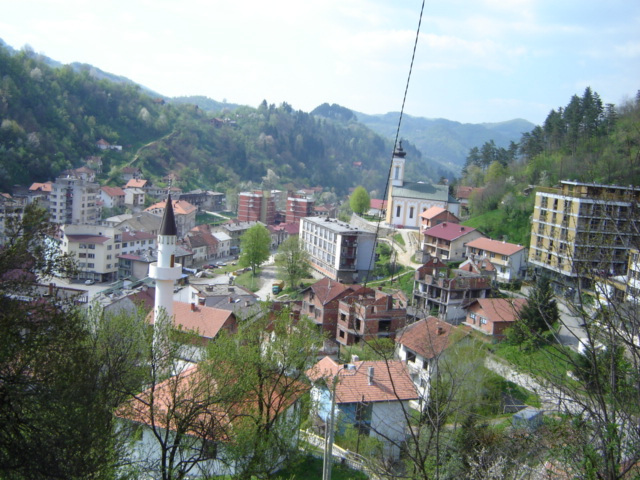
스레브레니차 파노라마

스레브레니차의 위치

스레브레니차(세르비아어: Сребреница, Srebrenica, 크로아티아어: Srebrenica, 보스니아어: Srebrenica)는 보스니아 헤르체고비나의 도시로, 행정 구역상으로는 스릅스카 공화국에 속하며 면적은 527km2, 인구는 36,666명(1991년 당시 기준)이다.
도시 이름은 "은색 광산"을 뜻하며 옛 라틴어인 "아르겐타리아"(Argentaria)와 뜻이 같다. 1995년 보스니아 전쟁 당시 스릅스카 공화국 군대가 보스니아인을 집단 학살한 사건이 일어났다.

시 문장

## 같이 보기
- 스레브레니차 집단 학살